# Assedio di Pavia (1706)
L'assedio di Pavia del 1706 ebbe luogo durante la guerra di successione spagnola; con esso la città, inserita nel ducato di Milano (allora parte dei domini italiani del re di Spagna) venne conquistata dagli Asburgo d’Austria.

## Antefatti
La sconfitta nell’assedio di Torino del settembre del 1706 bloccò ogni contatto tra la Francia e le città e le fortezze controllate dagli uomini di Luigi XIV in Piemonte e (insieme agli spagnoli) in Lombardia. Eugenio di Savoia, il comandante imperiale, decise così di sfruttare l’isolamento delle guarnigioni nemiche per conquistare l’intero ducato di Milano; guidò quindi l’esercito austro-piemontese contro la Lombardia. Novara fu occupata il 20 settembre, mentre il 26 gli austriaci entrarono a Milano. L’obiettivo di Eugenio era quello di raggiungere l’Adda per poi prendere le ultime città ancora in mano agli avversari, ma per far ciò era necessario occupare prima Pavia, dove si trovava una guarnigione franco-spagnola che avrebbe potuto costituire, se lasciata alle spalle, una minaccia all’avanzata dell’esercito austro-piemontese. Il 26 settembre fu inviato contro la città il feldmaresciallo Wirich Philipp von Daun con circa 3 000 fanti, alcuni reggimenti di corazzieri e diversi cannoni, presto rafforzati dall’artiglieria pesante, che giunse da Novara.

## Assedio
Il 27 settembre le forze imperiali raggiunsero Pavia. La città era difesa dal comandante della guarnigione Domenico Sartirana che disponeva di circa 1 000 fanti franco-spagnoli (tra i quali spiccavano anche alcuni battaglioni di mercenari svizzeri), 200 dragoni francesi, 28 cannoni da campagna, 3 di grosso calibro, mentre sui bastioni si trovavano una trentina di altre bocche da fuoco. Il Daun fece dispiegare i suoi uomini intorno a Pavia, ma non occupò l’area a sud della città oltre il Ticino perché non disponevano né di imbarcazioni, né di uomini sufficienti, ma inviò un’intimazione di resa al Sartirana, che, sperando di poter ricevere soccorsi da Valenza e Alessandria (ancora sotto il controllo borbonico), rifiutò. Nei giorni successivi gli imperiali, seppur costantemente disturbati dalle artiglierie poste sulle mura di Pavia, realizzarono a nord di Pavia, alla Torretta, una trincea e posizionarono due batterie di cannoni e mortai, che cominciarono a colpire la città, tanto che una palla di cannone centrò perfino una casa posta in piazza Grande (l’attuale piazza Vittoria). Il bombardamento esasperò a tal punto i cittadini (che inoltre mal sopportavano le truppe francesi presenti dentro le mura) da spingerli, il primo ottobre, ad armarsi e, in collaborazione con alcuni religiosi, a organizzarsi. I soldati della guarnigione che venivano trovati in piccoli gruppi nelle strade vennero disarmati e inviati nel castello Visconteo (dove si rinchiuso il Sartirana con il grosso dei franco-spagnoli), mentre lungo le vie gli abitanti e i membri della milizia urbana eressero barricate, temevano infatti attacchi da parte dei 200 dragoni francesi presenti nel castello. Contemporaneamente, le autorità municipali inviarono una delegazione al Daun per trattare la resa della città. Il comandante austriaco fu ben lieto di raggiungere un accordo con i rappresentanti della città: infatti, se l’assedio si fosse prolungato avrebbe dovuto richiedere rinforzi, inoltre nel suo accampamento già alcuni uomini erano morti per malattia e sicuramente, con il sopraggiungere dell’autunno, altri si sarebbero ammalati. Il 2 ottobre fu firmata la resa (strutturata su ben 20 articoli): la guarnigione franco-spagnola poté, il 4 ottobre, abbandonare Pavia, ma dovette lasciare agli imperiali 62 cannoni e ingenti quantità munizioni, mentre in città entrarono i primi reparti austriaci che presero possesso del castello. Il giorno seguente fu la volta del Daun, il feldmaresciallo fece il suo ingresso in città accolto festosamente dagli abitanti, ricevette le chiavi delle porte dalle autorità comunali e si recò in duomo per ascoltare il Te Deum. Pavia, come gran parte del ducato di Milano, era ora parte dei domini degli Asburgo d’Austria.